# Ewa Masłyk-Musiał
Ewa Masłyk-Musiał (ur. 20 stycznia 1945 w Sochaczewie) – polski naukowiec w dziedzinie socjologii.

## Biografia
Urodziła się 20.01.1945 r. w Sochaczewie. Uczęszczała do I Liceum Ogólnokształcącego im. Bolesława Limanowskiego w Warszawie. Studia magisterskie odbyła w Akademii Wychowania Fizycznego w Warszawie (1962-66), a następnie studia dziennikarstwa na Uniwersytecie Warszawskim (1967-68). W latach 1968-70 prowadziła w Hucie Warszawa badania do rozpraw doktorskiej, którą po studiach doktoranckich (1970-73) obroniła w roku 1973 w Instytucie Filozofii i Socjologii PAN. W 1985 r. uzyskała w tym samym Instytucie stopień naukowy doktora habilitowanego na podstawie monografii „Zmiana i niepewność w procesach organizacyjnych” (wydana przez PWN). W 1997 r. otrzymała tytuł naukowy profesora, książka profesorska nosi tytuł „Społeczeństwo i organizacje. Socjologia organizacji i zarządzania” (wydana przez UMCS).
Specjalizowała się w zagadnieniach socjologii organizacji i zarządzania, zwłaszcza: rozwoju organizacyjnego, zmian organizacyjnych, zachowań ludzi w procesach zmieniania organizacji, stresu w pracy, rozwiązywania konfliktów przemysłowych, barier rozwoju przedsiębiorstw, przedsiębiorczości kobiet.
Zagraniczne wizyty naukowe:
- stypendium Fulbright High Program w 1974 r. odbywając jako visiting schoolar staż w Graduate Business School Uniwersytetu Stanforda w Palo Alto pod opieką prof. Harolda Leavitta
- jako fulbright visiting profesor na Wydziale Nauk Politycznych Uniwersytetu Georgia w Athens (1987-88)
- dwumiesięczne staże w Organization Development Institute w USA (w 1992 i w 1993)
- szkolenie „Advanced Managemnet Programme” w The Wharton Business School Uniwersytetu Pensylwania
- wykłady i wystąpienia m.in.: w Austrii, Belgii, Chinach, Czechach, Norwegii, USA, na Węgrzech.

Liczne krajowe wystąpienia konferencyjne oraz uczestnictwo w radach naukowych. Wypromowała 6 doktorów.
W 2020 roku przeszła na emeryturę.

## Stanowiska
Pracowała w:
- Huta Warszawa (1968-70)
- Instytut Filozofii i Socjologii PAN (1973)
- Instytut Organizacji i Kierowania PAN (1975-77)
- Pracownia Kadry Kierowniczej (kierownik) w Zakładzie Socjologii Organizacji Ministerstwa Nauki, Szkolnictwa Wyższego i Techniki (1975-77)
- Zakład Socjologii Pracy i Organizacji w Instytucie Socjologii Uniwersytetu Warszawskiego (1977-80)
- Grupa Badawcza Rozwoju Organizacji (kierownik) w Zakładzie Problemów Organizacji i Zarządzania PAN (1980)
- Instytut Nauk Politycznych PAN
- Fundacja Polska (1990) – koordynator programu TEMPUS, dyrektor w Polskiej Międzynarodowej Szkole Zarządzania Fundacji
- Fundacja Rozwoju Organizacyjnego(1992)
- Uniwersytet Marii Curie-Skłodowskiej; Wydział Ekonomiczny; Instytut Zarządzania i Marketingu (1991-97), kolejno Zakład Teorii Organizacji, Zakład Psychospołecznych Problemów Zarządzania
- Katolicki Uniwersytet Lubelski (1995-96)
- Politechnika Warszawska; Wydział Inżynierii Produkcji; Instytut Organizacji Systemów Produkcyjnych (1997-2008)
- Wyższa Szkoła Menedżerska Stowarzyszenia Inicjatyw Gospodarczych w Warszawie; Wydział Menedżerski; Katedra Zarządzania Przedsiębiorstwem w Zintegrowanej Europie (kierownik) (1998)
- Politechnika Warszawska; Wydział Zarządzania; kolejno w: Zakładzie Finansów i Zarządzania Przedsiębiorstwem, Zakładzie Zarządzania Strategicznego, Katedrze Procesów Zarządzania (2008-20).

## Członkostwa
- International Sociological Association
- European Group for Organization Studies
- International Organization Development Association
- European Foundation of Management Development
- European Forum for Management Development
- American Society for Training and Development
- Organization Development Institute

## Nagrody, wyróżnienia, odznaczenia
- Nagroda Prezesa PAN
- Nagroda Sekretarza PAN (1989)
- Srebrna Odznaka Towarzystwa Naukowego Organizacji i Kierowania
- Nagroda Rektora Uniwersytetu Warszawskiego
- Nagroda Rektora UMCS
- Nagroda Rektora Politechniki Warszawskiej
- Nagroda wybitnego konsultanta Organization Development Institute (1991)

## Działalność pozanaukowa
- konsulting zarządzania
- szkolenia dla kadry kierowniczej

## Ważne publikacje
- „Teoria i praktyka rozwoju organizacyjnego”, Ossolineum, 1978
- „Społeczeństwo i organizacje. Socjologia organizacji i zarządzania”, Wydawnictwo UMCS, 1996
- „Ludzie w świecie biznesu”, Oficyna Wydawnicza WSM, 2000
- „Organizacje w ruchu”, Oficyna Ekonomiczna, 2003
- „Strategiczne zarządzanie zasobami ludzkimi”, Oficyna Wydawnicza Politechniki Warszawskiej, 2011